# Lunula d'oro

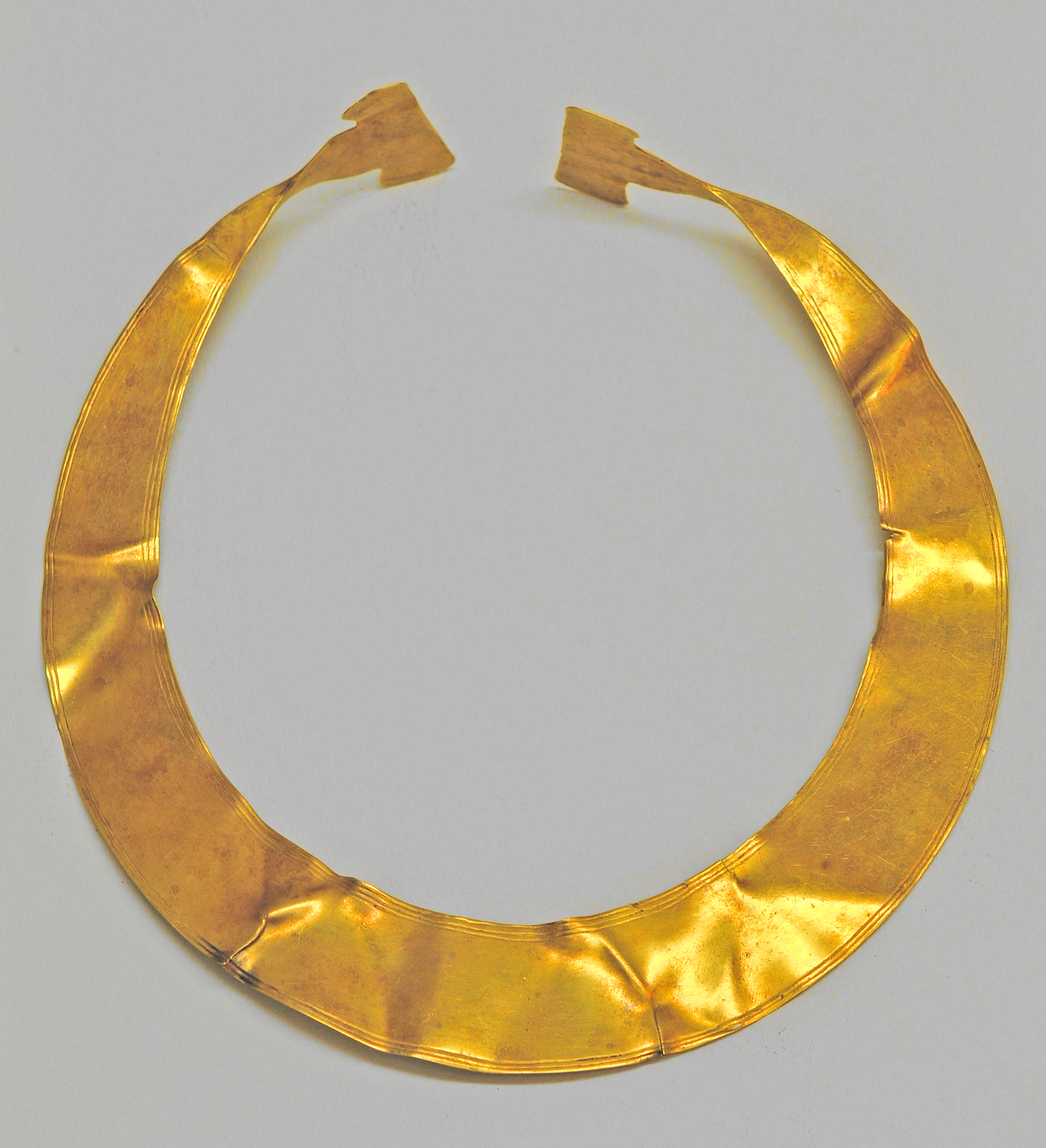
Lunula d'oro proveniente da Schulenburg, Germania.

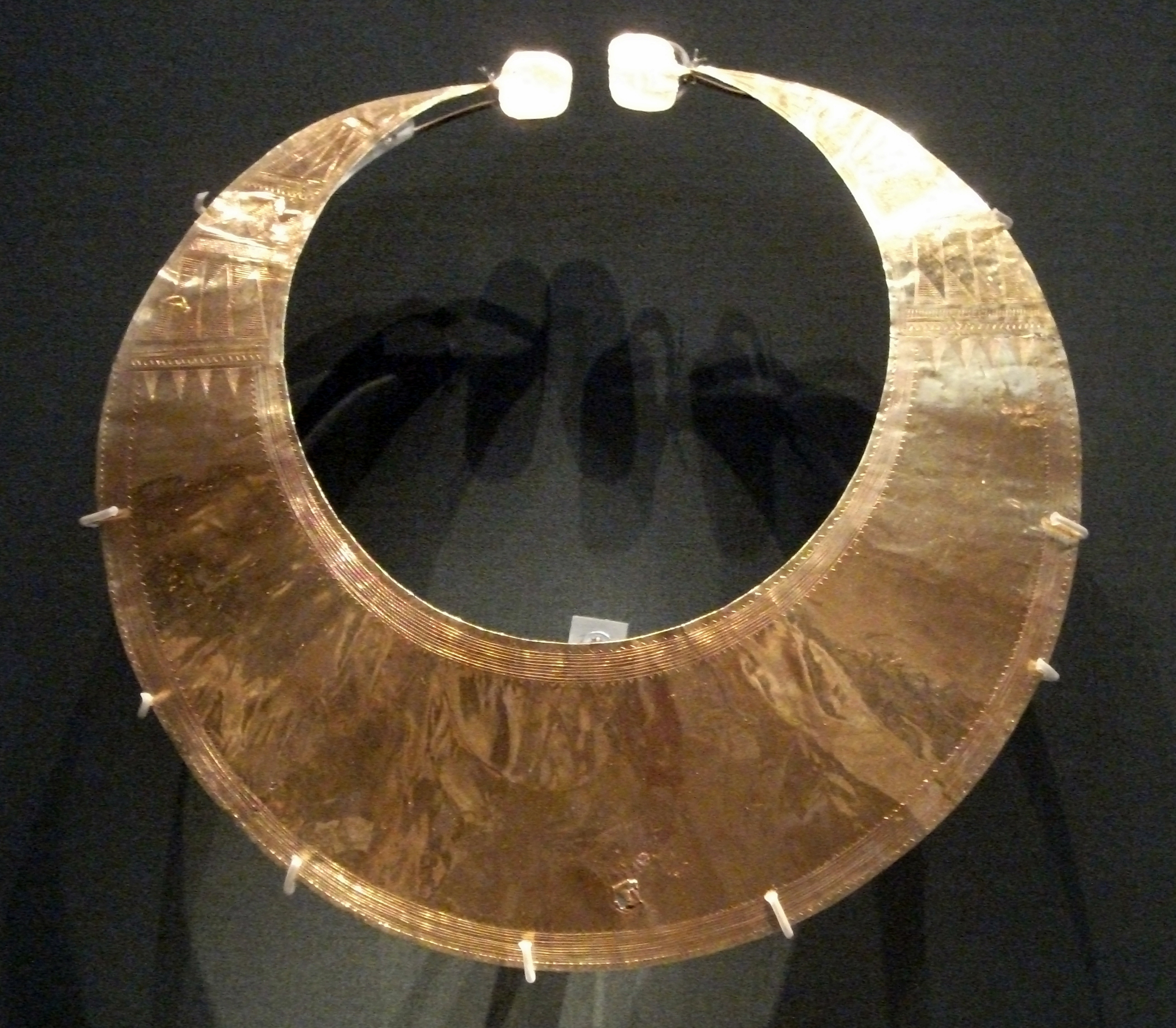
Lunala da Blessington, Irlanda

Con la definizione di lunula d'oro (plurale: lunule) si usa descrivere un tipo particolare di collana dell'antica età del bronzo di forma simile alla luna crescente. Generalmente le lunule vengono trovate in Irlanda, ma ci sono quantità moderate anche in altre parti d'Europa, particolarmente in Gran Bretagna. Sebbene nessuna lunula sia stata direttamente datata, dalle associazioni con altri manufatti, si pensa che esse siano state fabbricate talvolta tra il 2200 e il 2000 a.C..  
Si conoscono poco meno di duecento lunule d'oro ed è possibile che esse fossero tutte il frutto del lavoro di un piccolo numero di specialisti.

## Descrizione
Le lunule più espressive scoperte provengono da Kerivoa, Bretagna. Qui le lunule vennero scoperte nei resti di una cassa con dell'oro in fogli e un bastone d'oro. Il bastone aveva la sua estremità martellata piatta alla maniera delle lunule. Da qui si è ipotizzato che le lunule fossero fatte martellando un bastone d'oro piatto in modo da farlo diventare simile a una lamina e adatto alla forma desiderata. La decorazione era allora applicata imprimendo i motivi ornamentali con uno stilo. Lo stilo usato spesso lasciava le impronte rivelatrici sulla superficie dell'oro, sì da far pensare che tutte le lunule provenienti da Kerivoa, e altre due da Saint-Potan, Bretagna e la baia di Harlyn, Cornovaglia, fossero tutte fatte con lo stesso strumento. Questo suggerisce che le cinque lunule fossero il lavoro di un solo artigiano e i contenuti della scatola di Kerivoa la materia prima derivata dal commercio.
Le lunule d'oro hanno modelli decorativi che somigliano moltissimo alla contemporanea ceramica campaniforme e anche alle collane d'ambra e giaietto, le quali si pensa siano leggermente posteriori. L'ideologia associata a questo tipo di modello è sconosciuta. Allo stesso modo il collegamento ideologico tra i diversi materiali con cui queste collane vennero fatte rimane un mistero.